# Bishopiella elegans
Bishopiella es un género botánico monotípico perteneciente a la familia Asteraceae. Su única especie: Bishopiella elegans es originaria de Brasil.

## Descripción
Bishopiella elegans solo tienen disco (sin rayos florales) y los pétalos son de color blanco, ligeramente amarillento blanco, rosa o morado (nunca de un completo color amarillo).

## Distribución y hábitat
Se encuentra en el nordeste de Bahia de Brasil.

## Taxonomía
Bishopiella elegans fue descrita por  R.M.King & H.Rob.  y publicado en Phytologia 48(3): 218–220, f. s.n. 1981.